# Nissim Cewili
Nissim Cewili (hebr.: נסים זווילי, ang.: Nissim Zvili, ur. 31 stycznia 1942 w Al-Mahdijji) – izraelski agronom, działacz społeczny i polityk, sekretarz generalny Ruchu Moszawów, w latach 1992–1999 poseł do Knesetu.

## Życiorys
Urodził się 31 stycznia 1942 w Al-Mahdijji we francuskim protektoracie Tunezji. W 1954 wyemigrował do Izraela.
Ukończył rolniczą szkołę średnia w Nahalat Jehuda w Riszon le-Cijjon. Służbę wojskową zakończył w stopniu sierżanta. Ukończył kursy z zakresu politologii na Uniwersytecie Bar-Ilana w Ramat Ganie oraz kursy z zakresu administracji publicznej na uniwersytetach Oksfordzkim i w Cambridge.
Pracował jako agronom. Był członkiem komitetu centralnego Histadrutu, należał do kierownictwa Agencji Żydowskiej, był sekretarz generalnym Ruchu Moszawów oraz przewodniczącym Międzynarodowego Centrum na rzecz Pokoju.
W polityce związał się z Partią Pracy. Z listy tego ugrupowania dostał się do izraelskiego parlamentu w wyborach parlamentarnych w 1992. W trzynastym Knesecie zasiadał w komisji spraw zagranicznych i obrony. W październiku został sekretarzem generalnym partii, funkcję tę pełnił do stycznia 1998. W wyborach w 1996 uzyskał reelekcję, a w Knesecie czternastej kadencji był członkiem komisji kontroli państwa oraz przewodniczącym izraelsko-szwajcarskiej parlamentarnej grupy przyjaźni.
23 lutego 1999 opuścił wraz Chaggajem Meromem macierzyste ugrupowanie, by wraz z Jicchakiem Mordechajem, Dawidem Magenem, Danem Meridorem i Eli’ezerem Sandbergiem, którzy opuścili frakcję Likud-Geszer-Comet, utworzyć nowe ugrupowanie – Partię Centrum. W wyborach w 1999 utracił miejsce w parlamencie.